# Zbigniew Hornung
Zbigniew Marian Hornung (ur. 23 stycznia 1903 we Lwowie, zm. 22 lipca 1981 we Wrocławiu) – polski historyk sztuki, profesor Uniwersytetu Wrocławskiego i Uniwersytetu Mikołaja Kopernika.

## Życiorys
Studiował historię sztuki na Uniwersytecie Jana Kazimierza we Lwowie pod kierunkiem prof. Władysława Podlachy. Przed wojną pełnił funkcję konserwatora okręgowego we Lwowie. Został członkiem założycielem powołanego w 1938 Stowarzyszenia „Towarzystwo Budowy Panoramy Plastycznej Dawnego Lwowa”.
W czasie obu okupacji Lwowa: sowieckiej i niemieckiej pracował jako kierownik Oddziału Malarstwa Zachodnioeuropejskiego Lwowskiej Galerii Obrazów. Po ponownym zajęciu Lwowa przez Armię Czerwoną w 1944 został wicedyrektorem galerii i brał aktywny udział w akcji wywożenia polskich zabytków i zbiorów sztuki ze Lwowa do powojennej Polski. Po opuszczeniu Lwowa w 1946, do 1949 był m.in. kierownikiem Centralnego Biura Inwentaryzacji Zabytków Ministerstwa Kultury i Sztuki, następnie dyrektorem Muzeum Śląskiego we Wrocławiu (w latach 1952-1964) i od 1951 – po śmierci prof. Podlachy – kierownikiem katedry historii sztuki Uniwersytetu Wrocławskiego, gdzie kontynuował badania nad sztuką lwowskiego baroku i rokoka. Po przejściowej likwidacji historii sztuki na tym uniwersytecie przez cztery lata był wykładowcą na Wydziale Sztuk Pięknych Uniwersytetu Mikołaja Kopernika w Toruniu.